# Yayankhu
Yayankhu è un centro abitato del Nepal situato nella municipalità di Chaudandigadhi che fa parte del distretto di Udayapur (Provincia No. 1).
Al censimento del 1991 aveva 2 575 abitanti.